# Joe Shuster Award
Gli Joe Shuster Canadian Comic Book Creator Awards (o Joe Shuster Awards) sono premi canadesi conferiti annualmente per i risultati eccezionali nella creazione di fumetti, graphic novel, webcomics e per i rivenditori ed editori di fumetti canadesi o che risiedono in modo permanente in Canada. I premi, assegnati per la prima volta nell'aprile 2005, sono istituiti in onore di Joe Shuster (1914-1992), il co-creatore canadese di Superman.

## Categorie e vincitori

### Outstanding Cartoonist
| Anno | Autore             | Titolo                          | Casa editrice         |
| ---- | ------------------ | ------------------------------- | --------------------- |
| 2005 | Darwyn Cooke       | DC: The New Frontier            | DC Comics             |
| 2006 | Bryan Lee O'Malley | Scott Pilgrim vol. 2            | Oni Press             |
| 2007 | Darwyn Cooke       | The Spirit #1                   | DC Comics             |
| 2008 | Jeff Lemire        | Essex County voll. 1-2          | Top Shelf             |
| 2009 | Dave Sim           | Glamourpuss nn. 1-4 e Judenhass | Aardvark-Vanaheim     |
| 2010 | Michel Rabagliati  | Paul vol. 6 : Paul à Québec     | La Pastèque           |
| 2011 | Tin Can Forest     | Baba Yaga and the Wolf          | Koyama Press          |
| 2012 | Ramón K. Pérez     | Jim Henson's Tale of Sand       | Archaia Entertainment |
| 2013 | Jeff Lemire        | The Underwater Welder           | Top Shelf             |
| 2013 | Jeff Lemire        | Sweet Tooth                     | Vertigo               |
| 2014 | Zviane             | Les deuxièmes                   | Pow Pow               |
| 2015 | Brian Lee O'Malley | Seconds                         | Random House Canada   |
| 2016 | Jillian Tamaki     | Supermutant Magic Academy       | Drawn & Quarterly     |
| 2017 | Guy Delisle        | S'enfuir, récit d'un otage      | Dargaud               |
| 2018 | Jeff Lemire        | Roughneck                       | Gallery 13            |
| 2018 | Jeff Lemire        | Royal City voll. 1-8            | Image                 |
| 2019 | Emily Carroll      | Beneath the Dead Oak Tree       | Shortbox              |
| 2020 | Nina Bunjevac      | Benzimena                       | Reservoir             |

### Outstanding Artist
| Anno | Autore                     | Titolo                                                                          | Casa editrice |
| ---- | -------------------------- | ------------------------------------------------------------------------------- | ------------- |
| 2005 | Kaare Andrews              | Spiderman/Doctor Octopus: Year One                                              | Marvel        |
| 2006 | Pia Guerra                 | Y - L'ultimo uomo sulla Terra                                                   | Vertigo       |
| 2006 | Pia Guerra                 | Love Cycle (Obsess, distress, repeat) in Spider-Man Unlimited vol. 3, n. 10     | Marvel        |
| 2007 | Darwyn Cooke               | Batman/The Spirit                                                               | DC            |
| 2007 | J. Bone                    | Batman/The Spirit                                                               | DC            |
| 2008 | Dale Eaglesham             | Justice Society of America nn. 2-4, 6-7, 9-11                                   | DC            |
| 2009 | David Finch                | Ultimatum                                                                       | Marvel        |
| 2010 | Stuart Immonen             | Ultimate Spider-Man nn. 130-133, New Avengers nn. 55-60 e Fantastic Four n. 569 | Marvel        |
| 2010 | Stuart Immonen             | Trampoline Hall in The CBLDF Presents Liberty Comics vol. 2                     | Image         |
| 2011 | Francis Manapul            | Adventure Comics n. 6, The Flash nn. 1-6 e Superman/Batman n. 75                | DC            |
| 2012 | Stuart Immonen             | Fear Itself nn. 1-7; Queen, King, Off-Suit in X-Men: To Serve and Protect n. 4  | Marvel        |
| 2012 | Stuart Immonen             | Say You're Dead in Outlaw Territory vol. 2                                      | Image         |
| 2013 | Isabelle Arsenault         | Jane, le Renard et Moi                                                          | La Pastèque   |
| 2014 | Fiona Staples              | Saga nn. 9-17                                                                   | Image         |
| 2015 | Adrian Alphona             | Miss Marvel                                                                     | Marvel        |
| 2016 | Steve Skroce               | We Stand on Guard                                                               | Image         |
| 2017 | Yanick Paquette            | Batman nn. 49-50, Nightwing Rebirth n. 1 e Wonder Woman: Earth One              | DC            |
| 2018 | Stuart Immonen             | Amazing Spider-Man nn. 25-31, 789, Marvel Legacy n. 1, Empress n. 7             | Marvel        |
| 2019 | Stuart Immonen             | Isola                                                                           | Image         |
| 2021 | Jamal Campbell             | Naomi e Far Sector                                                              | DC            |
| 2021 | François Miville-Deschênes | Zaroff                                                                          | Le Lombard    |

### Outstanding Writer
| Anno | Autore            | Titolo | Casa editrice     |
| ---- | ----------------- | --- | ----------------- |
| 2005 | Samm Barnes       | Doctor Spectrum | Marvel            |
| 2005 | Ty Templeton      | The Batman Adventures | DC                |
| 2006 | J. Torres         | Legends of the Dark Knight, Teen Titans Go! | DC                |
| 2006 | J. Torres         | Love as a Foreign Language | Oni Press         |
| 2007 | Darwyn Cooke      | Superman Confidential nn. 1-2 | DC                |
| 2008 | Cecil Castellucci | The P.L.A.I.N. Janes | Minx              |
| 2009 | Mariko Tamaki     | Skim | Groundwood Books  |
| 2009 | Mariko Tamaki     | Emiko Superstar | Minx              |
| 2010 | Maryse Dubuc      | Les Nombrils vol. 4 : Duel de belles | Dupuis            |
| 2011 | Émilie Villeneuve | La fille invisible | Glénat Québec     |
| 2012 | Kurtis J. Wiebe   | The Green Wake nn. 1-8, The Intrepids nn. 1-6 e Logan's Lost Lesson in Marvel Holiday Special 2011                                                      | Marvel            |
| 2013 | Fanny Britt       | Jane, le Renard et Moi | La Pastèque       |
| 2014 | Kurtis J. Wiebe   | Rat Queens nn. 1-3, Peter Panzerfaust nn. 8-15 e Lonesome in Dia De Los Muertos n. 3                                                                    | Image             |
| 2015 | Mariko Tamaki     | E la chiamano estate | Groundwood Books  |
| 2016 | Jeff Lemire       | Justice League United | DC Comics         |
| 2016 | Jeff Lemire       | Descender, Plutona | Image Comics      |
| 2016 | Jeff Lemire       | All-New Hawkeye, Extraordinary X-Men | Marvel Comics     |
| 2016 | Jeff Lemire       | Book of Death: Fall of Bloodshot, Bloodshot Reborn | Valiant           |
| 2017 | Jeff Lemire       | Black Hammer | Dark Horse Comics |
| 2017 | Jeff Lemire       | Descender, Plutona | Image Comics      |
| 2017 | Jeff Lemire       | All-New Hawkeye, All-New X-Men, Moon Knight, Old Man Logan, Extraordinary X-Men                                                                         | Marvel Comics     |
| 2017 | Jeff Lemire       | Bloodshot Reborn, Bloodshot U.S.A., 4001 A.D.: Bloodshot                                                                                                | Valiant           |
| 2018 | Jim Zub           | Avengers 1.MU, Secret Empire United 1, Thunderbolts 7-12, Uncanny Avengers 25-28, Zombies Assemble 1-3, 0, Zombies Assemble 2 1-2 (con Yusako Komiyama) | Marvel Comics     |
| 2018 | Jim Zub           | Glitterbomb: The Fame Game 1-4, Wayward 21-25 | Image Comics      |
| 2018 | Jim Zub           | Dungeons & Dragons: Frost Giant's Fury 3-5 | IDW               |
| 2018 | Jim Zub           | Freelance 1-4 (con Andrew Wheeler) | Chapterhouse      |
| 2019 | Chip Zdarsky      | The Spectacular Spider-Man e Marvel Two-in-One | Marvel            |
| 2020 | Mariko Tamaki     | Laura Dean continua a lasciarmi, Harley Quinn: Breaking Glass                                                                                           |                   |

### Outstanding Publisher
| Anno | Casa editrice                      |
| ---- | ---------------------------------- |
| 2005 | Arcana Studio                      |
| 2006 | Drawn & Quarterly                  |
| 2007 | Drawn & Quarterly                  |
| 2008 | Drawn & Quarterly                  |
| 2009 | Les 400 Coups / Mécanique Générale |
| 2010 | La Pastèque                        |
| 2011 | Koyama Press                       |

### Outstanding Achievement
| Anno | Autore             | Motivazione                                                                     |
| ---- | ------------------ | ------------------------------------------------------------------------------- |
| 2005 | Dave Sim e Gerhard | Per aver portato a termine nel 2004 Cerebus (serie a fumetti iniziata nel 1977) |
| 2008 | David Watkins      | Per il suo uso pedagogico dei fumetti                                           |

### Harry Kremer Retailer Award
| Anno | Libreria                 | Città       | Provincia           |
| ---- | ------------------------ | ----------- | ------------------- |
| 2005 | Now & Then Books         | Kitchener   | Ontario             |
| 2006 | Strange Adventures       | Halifax     | Nuova Scozia        |
| 2007 | Happy Harbor             | Edmonton    | Alberta             |
| 2008 | Big B Comics             | Hamilton    | Ontario             |
| 2009 | Legends Comics and Books | Victoria    | Columbia Britannica |
| 2010 | The Beguiling            | Toronto     | Ontario             |
| 2011 | Planète BD               | Montréal    | Québec              |
| 2012 | Silver Snail             | Toronto     | Ontario             |
| 2013 | Heroes Comics            | London      | Ontario             |
| 2014 | The Comic Shop           | Vancouver   | Columbia Britannica |
| 2015 | Amazing Stories          | Saskatoon   | Saskatchewan        |
| 2016 | Another Dimension Comics | Calgary     | Alberta             |
| 2017 | L'Imaginaire             | Québec      | Québec              |
| 2018 | Gotham Central           | Mississauga | Oregon              |
| 2019 | Variant Edition          | Edmonton    | Alberta             |
| 2019 | The Dragon               | Guelph      | Ontario             |
| 2020 | Comic Book Addiction     | Whitby      | Ontario             |

### Outstanding WebComic Creator/Creative Team
| Anno | Autore           | Titolo                               |
| ---- | ---------------- | ------------------------------------ |
| 2007 | Dan Kim          | April & May & June                   |
| 2008 | Ryan Sohmer      | April & May & June                   |
| 2009 | Ryan Sohmer      | Looking for Group e Least I Could Do |
| 2009 | Lar DeSouza      | Looking for Group e Least I Could Do |
| 2010 | Karl Kerschl     | The Abominable Charles Christopher   |
| 2011 | Emily Carroll    | His Face All Red ed altri            |
| 2012 | Emily Carroll    | Fumetti vari del 2011                |
| 2013 | Michael DeForge  | Ant Comic                            |
| 2014 | Jayd Aït-Kaci    | The Fox Sister                       |
| 2015 | Nicole Chartrand | Fey Winds                            |
| 2017 | Ty Templeton     | Bun Toons                            |
| 2018 | Gisèle Lagacé    | Ménage à 3                           |
| 2018 | Ian Boothby      | Ménage à 3                           |
| 2020 | Jason Loo        | Afterlift                            |
| 2020 | Chip Zdarsky     | Afterlift                            |

### Outstanding Cover/Cover Artist
| Anno | Autore                  | Titolo                                            | Casa editrice |
| ---- | ----------------------- | ------------------------------------------------- | ------------- |
| 2008 | Steve Skroce            | Doc Frankenstein n. 6                             | Burleyman     |
| 2009 | Niko Henrichon          | Hostile vol. 1: Impact                            | Dupuis        |
| 2010 | Darwyn Cooke            | Richard Stark's Parker: The Hunter                | IDW           |
| 2011 | Fiona Staples           | Copertine varie                                   | AA. VV.       |
| 2012 | François Lapierre       | Chroniques sauvages vol. 1: Teshkan               | Glénat        |
| 2013 | Mike Del Mundo          | Copertine varie                                   | Marvel        |
| 2014 | Julie Rocheleau         | La Colère de Fantômas vol. 1: Les Bois de justice | Dargaud       |
| 2015 | Darwyn Cooke            | Copertine varie                                   | AA. VV.       |
| 2017 | Michael Cho             | Copertine varie                                   | Marvel e DC   |
| 2018 | Djibril Morissette-Phan | Chapterhouse                                      | Image         |
| 2020 | Nick Bradshaw           | Copertine varie                                   | Marvel e DC   |

### Outstanding Colourist
| Anno | Autore            | Titolo | Casa editrice |
| ---- | ----------------- | --- | ------------- |
| 2008 | Dave McCaig       | Nextwave, Agents of H.A.T.E. n. 12, New Avengers nn. 27-35, Fallen Son: The Death of Captain America n. 1: Wolverine, Marvel Comics Presents nn. 1-4, Wolverine n. 50, Avengers Classic n. 7 | Marvel Comics |
| 2008 | Dave McCaig       | DC Infinite Halloween Special n. 1 | DC Comics     |
| 2008 | Dave McCaig       | The Other Side nn. 4-5 | DC/Vertigo    |
| 2008 | Dave McCaig       | Stephen Colbert’s Tek Jansen n. 1 | Oni Press     |
| 2009 | François Lapierre | Magasin général vol. 4 | Casterman     |
| 2009 | François Lapierre | Gédéon et la bête du lac in Contes et légendes du Québec | Glénat        |
| 2010 | Nathan Fairbairn  | The Amazing Spider-Man n. 605, Dark Reign: The List – X-Men n. 1, Dark X-Men: The Confession n. 1, Guardians of the Galaxy nn. 16, 18-19, House of M: Masters of Evil n. 1, Marvel Mystery Comics 70th Anniversary Special n. 1, Nation X n. 1, Realm of Kings: Imperial Guard nn. 1-2, Timestorm 2009–2099: Spider-Man, War of Kings: Warriors n. 2, Wolverine n. 72, Wolverine: Origins n. 32, Wolverine: Weapon X nn. 6-8, X-Factor nn. 39-50, 200, X-Factor n. 45, X-Men: Kingbreaker nn. 2-4, X-Men Origins: Gambit n. 1 | Marvel Comics |
| 2010 | Nathan Fairbairn  | Stephen Colbert's Tek Jansen nn. 4-5 | Oni Press     |
| 2011 | Julie Rocheleau   | La fille invisible | Glénat        |

### Comics for Kids Award (Dragon Prize)
| Anno | Autore              | Titolo                                             | Casa editrice    |
| ---- | ------------------- | -------------------------------------------------- | ---------------- |
| 2009 | Kean Soo            | Jellaby                                            | Hyperion         |
| 2010 | Svetlana Chmakova   | Nightschool                                        | Yen Press        |
| 2011 | Scott Chandler      | Three Thieves vol. 1 : Tower of Treasure           | Kids Can Press   |
| 2012 | Paul Roux           | Ariane et Nicolas vol. 6 : Les Toiles mystérieuses | Les 400 Coups    |
| 2013 | Joe Rioux           | Cat's Cradle vol. 1 : The Golden Twine             | Kids Can Press   |
| 2014 | Séverine Gauthier   | Couettes                                           | Dargaud          |
| 2014 | Minikim             | Couettes                                           | Dargaud          |
| 2015 | Alex A.             | Agent Jean! voll. 6-7                              | Presses Aventure |
| 2016 | Svetlana Chmakova   | Awkward                                            | Yen Press        |
| 2017 | Eric Orchard        | Bera the One-Headed Troll                          | First Second     |
| 2018 | Paulina Ganucheau   | Another Castle                                     | Oni Press        |
| 2018 | Andrew Wheeler      | Another Castle                                     | Oni Press        |
| 2019 | Julien Paré-Sorel   | Aventurosaure vol. 1 : Le Réveil de Rex            | Presses Aventure |
| 2021 | Kyo Maclear         | Opératique                                         | La Pastèque      |
| 2021 | Byron Eggenschwiler | Opératique                                         | La Pastèque      |

### Gene Day Award for Canadian Self-Publishing

#### Single Creator/Creative Team
| Anno | Autore                       | Titolo                                      |
| ---- | ---------------------------- | ------------------------------------------- |
| 2009 | Jesse Jacobs                 | Blue Winter, Shapes in the Snow             |
| 2010 | Ethan Rilly                  | Pope Hats n. 1                              |
| 2011 | John Martz                   | Heaven All Day                              |
| 2012 | Dakota McFadzean             | Ghost Rabbit                                |
| 2013 | Cory McCallum                | The Pig Sleep: A Mr. Monitor Case           |
| 2013 | Matthew Daley                | The Pig Sleep: A Mr. Monitor Case           |
| 2014 | Steven Gilbert               | The Journal of the Main Street Secret Lodge |
| 2015 | James Edward Clark           | Evil n. 3                                   |
| 2016 | Cloudscape Comics Collective | Epic Canadiana n. 1                         |
| 2017 | Nunumi                       | Sky Rover                                   |
| 2018 | Jenn Woodall                 | Marie and Worrywart                         |
| 2019 | Jamie Michaels               | Christie Pit                                |
| 2019 | Doug Fedrau                  | Christie Pit                                |
| 2020 | Becka Kinzie                 | Gehenna : Death Valley                      |

#### Anthology Format
| Anno | Autore                       | Titolo                                             | Casa editrice  |
| ---- | ---------------------------- | -------------------------------------------------- | -------------- |
| 2018 | Hope Nicholson               | Moonshot : The Indigenous Comics Collection vol. 2 | AH Comics      |
| 2019 | Allison O'Toole              | Wayward Sisters : An Anthology of Monstrous Women  | To Comix Press |
| 2021 | This Place: 150 Years Retold | Highwater Press                                    |                |

### T.M. Maple Award
| Anno | Autore | Date      |
| ---- | --- | --------- |
| 2014 | Jim Burke | 1956-1994 |
| 2014 | Debra Jane Shelly | 1974-2014 |
| 2015 | Michael Hirsh | 1946-     |
| 2015 | Patrick Loubert | 1947-     |
| 2015 | Robert Charpentier | 1960-2014 |
| 2016 | John Bell | 1952-     |
| 2017 | Kenneth Ketter | ?         |
| 2018 | Mark Askwith | 1956-     |
| 2019 | Jennifer Haines | 19??-     |
| 2020 | Ai creatori, librai, editori, fan e tutti coloro che hanno agito per aiutare gli altri durante la pandemia di COVID-19 nel 2020 |           |
| 2021 | Bill Paul | 1955-2021 |

## Voters Choice

### Outstanding International Creator
| Anno | Autore           | Titolo                                                           | Casa editrice |
| ---- | ---------------- | ---------------------------------------------------------------- | ------------- |
| 2006 | Brian K. Vaughan | Runaways                                                         | Marvel        |
| 2006 | Brian K. Vaughan | Ex Machina, Y - L'ultimo uomo sulla Terra                        | Vertigo       |
| 2007 | Brian K. Vaughan | Runaways e Doctor Strange: The Oath                              | Marvel        |
| 2007 | Brian K. Vaughan | L'orgoglio di Bagdad, Ex Machina, Y - L'ultimo uomo sulla Terra  | Vertigo       |
| 2008 | Ed Brubaker      | Captain America, Criminal, The Immortal Iron Fist, Uncanny X-Men | Marvel        |

### Favourite Creator (lingua inglese)
| Anno | Autore           | Titolo             | Casa editrice          |
| ---- | ---------------- | ------------------ | ---------------------- |
| 2007 | Dan Kim          | April & May & June | Kanami e Penny Tribute |
| 2008 | Faith Erin Hicks | Zombies Calling    | Slave Labor Graphics   |

### Favourite Creator (lingua francese)
| Anno | Autore            | Titolo          | Casa editrice |
| ---- | ----------------- | --------------- | ------------- |
| 2007 | Michel Rabagliati | Paul à la pêche | La Pastèque   |
| 2008 | Philippe Girard   | Danger Public   | La Pastèque   |

## Canadian Comic Book Hall of Fame
| Anno | Autore                  | Date      |
| ---- | ----------------------- | --------- |
| 2005 | Joe Shuster             | 1914-1992 |
| 2005 | Leo Bachle              | 1926-2003 |
| 2005 | Adrian Dingle           | 1911-1974 |
| 2005 | Hal Foster              | 1892-1982 |
| 2005 | Ed Furness              | 1911-2005 |
| 2005 | Rand Holmes             | 1942-2002 |
| 2006 | Jon St. Ables           | 1912-1999 |
| 2006 | Owen McCarron           | 1929-2005 |
| 2006 | Win Mortimer            | 1919-1998 |
| 2006 | Dave Sim                | 1956-     |
| 2007 | Albert Chartier         | 1912-2004 |
| 2007 | Gene Day                | 1951-1982 |
| 2007 | Gerald Lazare           | 1927-     |
| 2007 | Zyx (Jacques Hurtubise) | 1950-2015 |
| 2008 | Ted McCall              | 1901-1975 |
| 2008 | Pierre Fournier         | 1949-     |
| 2008 | Stanley Berneche        | 1947-     |
| 2008 | John Byrne              | 1950-     |
| 2009 | George Menendez Rae     | 1906-1992 |
| 2009 | Réal Godbout            | 1951-     |
| 2009 | Ken Steacy              | 1955-     |
| 2009 | Diana Schutz            | 1955-     |
| 2010 | Dave Darrigo            | 1954-     |
| 2010 | Serge Gaboury           | 1954-     |
| 2010 | Deni Loubert            | 1951      |
| 2010 | Richard Comely          | 1950-     |
| 2010 | George Freeman          | 1951-     |
| 2010 | Claude St. Aubin        | 1951-     |
| 2011 | Chester Brown           | 1960-     |
| 2011 | Todd McFarlane          | 1961-     |
| 2013 | Vernon Miller           | 1912-1974 |
| 2013 | Murray Karn             | 1924-     |
| 2013 | Arn Saba                | 1947-     |
| 2014 | Cy Bell                 | 1904-197? |
| 2014 | Edmond Good             | 1910-1991 |
| 2014 | Ty Templeton            | 1962-     |
| 2015 | Doris Slater            | 1918-1964 |
| 2015 | James Waley             | 1951-     |
| 2016 | Tedd Steele             | 1922-1994 |
| 2016 | Ley Fortune             | ?         |
| 2016 | Fred Kelly              | 1921-2005 |
| 2016 | Mark Shainblum          | 1963-     |
| 2016 | Darwyn Cooke            | 1962-2016 |
| 2017 | Jack Tremblay           | 1926-     |
| 2017 | Gabriel Morrissette     | 1959-     |
| 2017 | Lovern Kindzierski      | 1954-     |
| 2017 | Julie Doucet            | 1965-     |
| 2017 | Stuart Immonen          | ?         |
| 2018 | Sid Barron              | 1917-2006 |
| 2018 | Boris                   | 1958-     |
| 2018 | Template:Lien           | 1953-     |
| 2018 | Tom Grummett            | 1959-     |
| 2019 | Al Heweston             | 1946-2004 |
| 2019 | Gerhard                 | 1959-     |
| 2019 | Dale Keown              | 1962-     |
| 2019 | Ken Lashley             | 1967-     |
| 2020 | Seth                    | 1962-     |
| 2020 | Bernie Mireault         | 1961-     |
| 2020 | Ho Che Anderson         | 1969-     |
| 2020 | Denis Rodier            | 1963-     |